# Greet Hellemans
Greta Mettina Hellemans  –conocida como Greet Hellemans– (Groninga, 25 de mayo de 1959) es una deportista neerlandesa que compitió en remo. Es hermana de la también remera Nicolette Hellemans.
Participó en dos Juegos Olímpicos de Verano en los años 1980 y 1984, obteniendo dos medallas en Los Ángeles 1984, plata en doble scull y bronce en ocho con timonel.

## Palmarés internacional
| Juegos Olímpicos | Juegos Olímpicos             | Juegos Olímpicos  | Juegos Olímpicos |
| Año              | Lugar                        | Medalla           | Prueba           |
| ---------------- | ---------------------------- | ----------------- | ---------------- |
| 1984             | Los Ángeles (Estados Unidos) | Medalla de plata  | Doble scull      |
| 1984             | Los Ángeles (Estados Unidos) | Medalla de bronce | Ocho con timonel |